# Adonisea albafascia
Adonisea albafascia là một loài bướm đêm trong họ Noctuidae.